# Van Canto
Van Canto és un grup alemany de metal A cappella.
Es va fundar el 2006 i és compost de cinc cantants i un bateria. Tot i que el grup és sovint classificat com una banda a cappella, utilitzen tambors (reals) en la seva música, en lloc de percussió vocal o beatboxing.
Van Canto toca a cappella amb influència de heavy metal clàssic, power metal i metal simfònic, creant el que ells anomenen "hero metal a cappella". Mentre només dos dels cinc cantants realitzen les veus principals, els altres tres utilitzen les seves veus per imitar les guitarres i el baix, amb l'ajuda d'amplificadors, en un intent de sonar més com els instruments originals.

## Història
Quan la banda va ser fundada van publicar el seu àlbum de debut, A Storm to Come. Compta amb set temes originals, així com versions de "Battery" (Metallica) i "Stora Rövardansen" de la pel·lícula 'Ronja Rövardotter' ".
El 30 de setembre de 2007, van anunciar un nou bateria, Bastian Emig, qui va reemplaçar Dennis Strillinger. El desembre de 2007, Van Cant va signar un contracte discogràfic global amb Gun Records/Sony BMG. També en el desembre, el grup es va donar a conèixer com a part de l'alineació del Festival Wacken del 2008.La banda també va anunciar el seu segon àlbum, titulat "Hero". Hero va acabar sent alliberat el 26 de setembre de 2008, amb Charlie Bauerfeind de productor.
Van Canto va realitzar una gira promocional a l'Amèrica del Sud entre el 23 de juny i 2 de juliol de 2008. Les presentacions es va dur a terme principalment al Brasil, que és la pàtria d'Ingo Sterzinger. Més tard, la banda va arribar a Alemanya per actuar en el Wacken 2008. Una cançó nova, "Speedlight", va ser alliberat com a descàrrega digital el 8 d'agost de 2008. També es va publicar un videoclip de la cançó.
A finals de 2009, Van Canto va enregistrar el seu tercer àlbum d'estudi a Twilight Studios, amb Bauerfeind i a través de Napalm Records. L'àlbum conté 11 pistes, amb versions de Hero i un parell de pistes addicionals. Va ser alliberat globalment a principis de 2010. L'àlbum va ser anunciat a la pàgina web oficial de Nuclear Blast com a Tribe of Force. Conté 13 pistes, dues sent versions ("Master of Puppets" de Metallica i "Rebellion" de Grave Digger), amb tres artistes convidats: Victor Smolski (de Rage) que apareix a "One to Ten", Tony Kakko (de Sonata Arctica) que apareix a " Hearted" i Chris Boltendahl (de Grave Digger) que apareix a "Rebellion".

## Membres

### Membres actuals
- Dennis "Sly" Schunke – Cantant principal (2006–actualitat)
- Inga Scharf – Cantant principal (2006–actualitat)
- Ross Thompson – Cantant de guitarra alta (2006–actualitat)
- Stefan Schmidt – Cantant de guitarra baixa, cantant de guitarra en solitari (2006–actualitat)
- Ingo "Ike" Sterzinger – Cantant de baix (2006–actualitat)
- Bastian Emig – Bateria (2007–actualitat)

### Membres anteriors
- Dennis Strillinger – bateria (2006–2007)

## Discografia
- A Storm to Come (2006)
- Hero (2008)
- Tribe of Force (2010)
- Break the Silence (2011)
- Dawn of the Brave (2014)
- Voices of Fire (2016)
- Trust in Rust (2018)
- To the Power of Eight (2021)

### Hero(2008)
Heroi és el segon àlbum de la banda i va ser alliberat el 14 d'octubre de 2008 amb Sony Alemanya de BMG. Va ser el primer àlbum amb Bastian Emig a la bateria. Per contrast a A Storm to Come i Hero conté més cançons de versions a cappella, amb només cinc cançons sent composicions originals. "Speedlight" i la versió "Wishmaster" de Nightwish van ser alliberats com senzills amb vídeoclips per promoure l'àlbum.